# Ozero Maslovichi
Ozero Maslovichi är en sjö i Belarus.   Den ligger i voblasten Mahiljoŭs voblast, i den östra delen av landet, 180 km öster om huvudstaden Minsk. Ozero Maslovichi ligger 134 meter över havet. Arean är 0,19 kvadratkilometer. Den sträcker sig 0,8 kilometer i nord-sydlig riktning, och 0,6 kilometer i öst-västlig riktning.
Omgivningarna runt Ozero Maslovichi är en mosaik av jordbruksmark och naturlig växtlighet. Runt Ozero Maslovichi är det glesbefolkat, med 17 invånare per kvadratkilometer.